# Filozofski fakultet u Sarajevu
Filozofski fakultet u Sarajevu je visokoobrazovna ustanova iz Sarajeva. Dio je Sveučilišta u Sarajevu. 
Osnovan je 1950. godine. Među najstarijim je visokoobrazovnim ustanovama u Bosni i Hercegovini. Danas ima 13 odsjeka i dvije katedre. To su:
- Anglistika
- Odsjek za bošnjački, hrvatski i srpski jezik
- Filozofija
- Germanistika
- Povijest
- Književnosti naroda BiH
- Komparativna književnost i bibliotekarstvo
- Orijentalna filologija
- Pedagogija
- Psihologija
- Romanistika
- Slavistika
- Sociologija
- Katedra za arheologiju
- Katedra za povijest umjetnosti

Do danas je Filozofski fakultet upisalo 44.674 studenta, dodiplomski studij je završilo 12.126 studenata.
Filozofski fakultet u Sarajevu do danas ima 357 magistara te 278 doktora znanosti.
Na ovom fakultetu danas radi 187 nastavnika, asistenata i suradnika u stalnom radnom odnosu, kao i oko 24 suradnika u dopunskom radnom odnosu.
Na čelu Filozofskog fakulteta u Sarajevu nalazi se dekan. Dužnost dekana u dosadašnjoj povijesti ove ustanove bio je veći broj djelatnika ovog Fakulteta. Među članovima užeg rukovodstva na Fakultetu su prodekan za nastavno-znanstvena pitanja, prodekan za financije i prodekan za znanstvena pitanja i međunarodnu suradnju. Aktualni dekan Filozofskog fakulteta u Sarajevu je prof. dr Ivo Komšić. Prodekani su prof. ddr. Lidija Pehar-Zvačko, prof. dr Salih Fočo i prof. dr. Jasmin Džindo.

## Vanjske poveznice
- Službena stranica fakulteta